# Cholodnohirsko-Zavodska-lijn
De Cholodnhirsko-Zavodska-lijn (Oekraïens: Холоднгірсько-Заводська лінія; Russisch: Холодногорско-Заводская линия, Cholodnogorsko-Zavodskaja linieja) was de eerste lijn van de metro van Charkov en opende in 1975, na een bouwtijd van zeven jaar. De lijn volgt de belangrijkste transportas van Charkov en loopt van het westen naar het oosten van de stad, langs een aantal grote industriële bedrijven, autobus- en spoorwegstations en dichtbevolkte woonwijken. De Cholodnhirsko-Zavodska-lijn telt 13 stations en heeft een lengte van 17,3 kilometer, waarmee het de langste lijn van het net is. De reistijd van eindpunt naar eindpunt bedraagt ongeveer 27 minuten. Zijn naam dankt de lijn aan de wijk Cholodna Hora (in het westen) en het industriegebied dat hij in het oosten doorkruist (zavod betekent "fabriek"). De lijn ligt volledig ondergronds en wordt op kaarten meestal aangeduid met de kleur rood.

## Geschiedenis
In de tabel zijn de huidige namen van de stations gebruikt.
| Traject                            | Openingsdatum    | Lengte | Stations |
| ---------------------------------- | ---------------- | ------ | -------- |
| Cholodna Hora - Moskovsky Prospekt | 23 augustus 1975 | 9,8 km | 8        |
| Moskovsky Prospekt - Proletarska   | 11 augustus 1978 | 7,5 km | 5        |

De oorspronkelijk Russischtalige stationsnamen werden na de val van de Sovjet-Unie door Oekraïense equivalenten vervangen; daarnaast onderging een aantal stations in de jaren 1990 en 2000 om verschillende redenen een naamswijziging:
- Komsomolska → Marsjala Zjoekova (1994)
- Voelytsja Sverdlova → Cholodna Hora (1995)
- Indoestrialna → im. O.S. Maselskoho (2004)

## Stations
De stations van de Cholodnohirsko-Zavodska-lijn zijn overwegend ondiep gelegen, alleen de stations Pivdenny Vokzal en Maidan Konstytutsii bevinden zich op grote diepte. Van de ondiepe stations hebben er zes een perronhal met dragende zuilen en vijf een gewelfd dak; de twee diepgelegen stations bestaan beide uit drie ondergrondse hallen die door arcades met elkaar verbonden zijn. Op twee plaatsen bestaat een overstapmogelijkheid binnen het metronet, vijf stations geven aansluiting op de spoorwegen.
| Station             | Verbonden met                         | Overstap op                        |
| ------------------- | ------------------------------------- | ---------------------------------- |
| Pivdenny Vokzal     | Pivdenny Vokzal                       | langeafstandstreinen voorstadsnet  |
| Maidan Konstytutsii | Istorytsjny Moezej                    | Saltivska-lijn                     |
| Prospekt Haharina   | Charkov-Levada Centraal Busstation    | voorstadsnet interregionale bussen |
| Sportyvna           | Metroboedivnykiv im. H.I. Vasjtsjenka | Oleksiejivska-lijn                 |
| Zavod im. Malysjeva | Charkov-Balasjovsky                   | voorstadsnet                       |
| Traktorny Zavod     | Losevo-1                              | voorstadsnet                       |
| Proletarska         | Losevo-2                              | voorstadsnet                       |

Binnen een overstapcomplex hebben de stations per lijn een andere naam.

## Materieel
Voor de dienst op de Cholodnohirsko-Zavodska-lijn zijn er 27 vijfrijtuigtreinen beschikbaar. Het depot Moskovske (№ 1), dat zich nabij station Moskovsky Prospekt bevindt, deelt de lijn met Oleksiejivska-lijn.

## Toekomst
Er bestaan plannen de lijn aan beide uiteinden te verlengen: in het westen met één station tot Zaljoetyno, in het oosten met twee stations tot Rohanska. De termijn waarbinnen de aanleg gestart kan worden is nog niet bekend.